# Batalla de Vorónezh (1942)
La batalla de Vorónezh fue un enfrentamiento armado que tuvo lugar en el Frente Oriental durante la Segunda Guerra Mundial, librada en los alrededores de la estratégicamente importante ciudad de Vorónezh sobre el río Don, a 450 km al sur de Moscú, desde el 28 de junio al 24 de julio de 1942, como movimiento preliminar a la ofensiva alemana de verano de 1942. El ataque alemán tuvo dos objetivos. Uno era sembrar la confusión sobre los objetivos finales de la campaña ya que había un sentimiento extendido en casi todos los observadores, especialmente los del alto mando soviético, de que los alemanes iban a reabrir su ataque sobre Moscú en verano. Con un fuerte ataque hacia Vorónezh (cerca de donde los alemanes consiguieron la mayor penetración en el frente oriental) se escondería la naturaleza del verdadero objetivo. Fuerzas soviéticas fueron enviadas a la zona para preparar las defensas, pero estas no se movían a la misma velocidad que los alemanes, quienes girarían hacia el sur y los dejarían atrás. El otro objetivo era conseguir un frente a lo largo del río fácil de defender, logrando así un flanco izquierdo fuerte el cual podía ser defendido con fuerzas reducidas.

## Desarrollo
La ciudad fue defendida por las tropas del 40.º Ejército soviético como parte de la Operación de Defensa Valuiki-Rossosh (28 de junio - 24 de julio) del general Nikolái Vatutin del Frente Suroeste.
El asalto alemán fue realizado por elementos del 4.º Ejército Panzer (perteneciente al Grupo de Ejércitos Sur) comandados por el general Hermann Hoth, y por elementos del 2.º Ejército Húngaro comandado por Gusztáv "Vitéz" Jány.
Hoth, al mando de las unidades acorazadas de 4º Ejército Panzer, capturó parcialmente Vorónezh el 6 de julio ocupando los suburbios de la orilla occidental; sin embargo las fuerzas alemanas fueron sometidas a un contraataque por parte del Ejército Rojo. El 4º Ejército Panzer, fue seguido por el Sexto Ejército, y cuando la ciudad fue ocupada, el 4º Ejército tomó la vía hacia el sudeste, moviéndose por la orilla derecha del Don, hacia Stalingrado, como parte de la Operación Azul. Le tomó dos días a las divisiones de infantería del Grupo de Ejércitos Sur, para alcanzar Vorónezh y permitir el avance de los Panzer; Adolf Hitler posteriormente apuntó que estos dos días, junto a otras demoras evitables, permitieron al mariscal Semión Timoshenko reforzar Stalingrado evitando la toma de la ciudad por parte del 4º Ejército Panzer.
Los soviéticos retomaron la ciudad en la batalla de Vorónezh de 1943, destrozando prácticamente a las unidades del 2.º Ejército Húngaro que la defendían desde el verano anterior.